# Nanjira Sambuli
Nanjira Sambuli (Quênia, 1988) é uma investigadora, escritora, analista política e estrategista queniana, que trabalha na compreensão dos impactos de gênero da adoção das TIC na governança, nos meios de comunicação, no empreendedorismo e na cultura.

## Educação
Nanjira Sambuli é bacharel em ciências atuariais pela Universidade de Nairóbi.

## Carreira
Nanjira é Pesquisadora do Programa de Tecnologia e Assuntos Internacionais do Carnegie Endowment for International Peace, e Ford Global Fellow. Ela também é presidente e copresidente da Transform Health Coalition, membro do conselho do The New Humanitarian, Development Gateway e Digital Impact Alliance (DIAL), e membro da Comissão Global da Lancet & Financial Times (Governando o Futuro da Saúde 2030).
Nanjira também faz parte de vários conselhos consultivos, incluindo as Iniciativas de Tecnologia e Justiça Social do Fórum Econômico Mundial, ⟨A+⟩ Aliança para Algoritmos Inclusivos e a Iniciativa de IA e Igualdade do Carnegie Council. Além disso, ela é moderadora de diplomacia no Antecipador de Ciência e Diplomacia de Genebra (GESDA).
Nanjira atuou como Gerente Sênior de Políticas e anteriormente como Gerente de Defesa da Igualdade Digital na World Wide Web Foundation. Nanjira Sambuli foi líder de pesquisa do iHub em Nairobi, entre 2013 e 2016. Ela falou em uma série de conferências e eventos sobre igualdade digital e políticas digitais, incluindo re:publica 2019, rp:Accra 2018, Open Up 2016 e a Summit Africana sobre Mulheres e Meninas na Tecnologia. Nanjira é membro do Painel de Alto Nível sobre Cooperação Digital do Secretário-Geral da ONU para o Empoderamento Econômico das Mulheres (2016-17).

## Trabalhos
Nanjira Sambuli liderou o trabalho dos Direitos da Mulher Online na Web Foundation, que compreende uma rede de organizações de gênero e direitos digitais na África, na Ásia e na América Latina.
Nanjira desenvolveu uma estrutura para acessar a viabilidade, verificação e validade do Crowdsourcing, Umati, um projeto online de monitoramento de falas perigosas. Este projeto está atualmente em execução no Quênia, na Nigéria e no Sudão do Sul. Ela trabalhou em publicações sobre uma série de questões, incluindo a Política de Mídia do Quênia e o Cenário Tecnológico Cívico.
Ela é editora da Innovative Africa. Ela também escreve ocasionalmente uma coluna para o jornal Daily Nation no Quênia e para a imprensa internacional.
Em 2018, foi convidada por António Guterres, o Secretário-Geral das Nações Unidas, para integrar o Painel de Alto Nível sobre Cooperação Digital.

## Prêmios e reconhecimentos
- 2019 - Ela foi incluída na lista da BBC 100 Women.[16][17]
- 2016 - Ela foi nomeada uma das 100 africanas mais influentes pela New African Magazine